# König der heißen Rhythmen
König der heißen Rhythmen (Originaltitel: Roustabout) ist ein US-amerikanischer Musikfilm aus dem Jahr 1964 von Regisseur John Rich mit Elvis Presley in der Hauptrolle.

## Handlung
Charlie Rogers tritt in Mother's Tea House als Sänger auf. Als eines Abends eine Gruppe College-Studenten das Lokal besuchen, macht er sich über diese mit sarkastischen Gesangstexten lustig. Drei Jugendliche fühlen sich davon provoziert und fordern ihn vor der Tür zu einer Schlägerei heraus. Gegen Charlies Karateschläge haben sie jedoch keine Chance. Da das nicht das erste Mal war, dass Charlie mit Gästen aneinandergeraten ist, hat der Besitzer des Lokals nun genug und feuert ihn auf der Stelle. Als die Polizei ankommt, wird Charlie zudem verhaftet. Seine Freundin zahlt jedoch die Kaution und so kommt er wieder frei. Kaum ist er jedoch aus dem Gefängnis, lässt er seine Freundin sitzen und fährt mit seinem Motorrad davon.
Auf der Straße fährt er zu einem offenen Jeep auf, in dem ein junges Mädchen sitzt und fordert sie auf, mit ihm zu kommen. Der Vater am Steuer ist von dem aufdringlichen jungen Mann auf dem Motorrad genervt und drängt Charlie von der Straße. Dabei wird sein Motorrad beschädigt und seine Gitarre zerstört. Im Wagen saßen die junge Cathy Lean und ihr Vater Joe, sowie Maggie Morgan, die sogleich zur Unfallstelle eilen. Maggie Morgan ist die Besitzerin des reisenden Schaustellerbetriebs Morgan Shows, der in der Nähe gastiert und lädt den Verunglückten ein mit ihr zu kommen. Da er nicht weiter kann, bis sein Motorrad repariert ist, akzeptiert er ein Angebot von Maggie, als Handlanger auf dem Jahrmarkt zu arbeiten.
Maggie bekommt Besuch von Mr. Nielsen, der für die Bank rückständige Raten eines Kredites eintreiben soll. Den Kredit musste Maggie bei der Bank aufnehmen, um Kosten zu begleichen, die entstanden, als es einen schweren Unfall bei einem Fahrgeschäft gab, welches Joe nicht richtig aufgebaut hatte, als er betrunken war. Der Betrieb steckt seitdem in finanziellen Schwierigkeiten.
Als Charlie einmal versucht, Besucher durch Singen anzulocken, ist es ein großer Erfolg und Maggie erkennt, dass dies die Rettung für ihr Unternehmen sein könnte. Anfangs will er davon nichts wissen, da er nach Phoenix weiterreisen will. Später akzeptiert Charlie und unterschreibt einen Vertrag bei Maggie.
Als ein Besucher seine Brieftasche verliert wird Joe beschuldigt diese gestohlen zu haben und kommt ins Gefängnis. In der Nacht findet Charlie die Brieftasche und will sie am nächsten Tag zur Polizei bringen, um Joe aus dem Gefängnis zu holen. Die Schausteller sind jedoch auf Charlie sauer, da er die Brieftasche nicht sofort ablieferte und Joe so die Nacht im Gefängnis ersparte. Die Anschuldigungen will sich Charlie nicht gefallen lassen. Er verlässt die Truppe und unterschreibt beim konkurrierenden Schaustellerbetrieb von Harry Carver einen Vertrag. Als der Betrieb von Maggie kurz vor dem Bankrott steht, kehrt Charlie zurück und hilft mit dem bei Carver verdienten Geld, die sofortige Schließung abzuwenden. Er versichert nun mehr bei Maggie zu singen und erklärt Cathy, dass er sie liebt.

## Hintergrund
- Der englische Originaltitel Roustabout bezeichnet allgemein einen Hilfsarbeiter oder Handlanger, in diesem Zusammenhang einen Arbeiter auf dem Jahrmarkt. In der deutschen Synchronisation wird im Film auch der wenig gebräuchliche Begriff Schockfreier verwendet.
- Anders als bei einem deutschen Jahrmarkt, auf dem verschiedene Schaustellerbetriebe vertreten sind, werden bei der in den USA üblichen Form des Carnival alle Stände, Fahrgeschäfte und Attraktionen von einer Person oder einem Unternehmen betrieben – wie es auch im Film der Fall ist.
- Die damals noch unbekannte Raquel Welch spielt eine Nebenrolle als „College Girl“. Richard Kiel ist in der Figur des großen „Strongman“ zu sehen. Beide Darsteller werden nicht im Abspann genannt.
- In der deutschen Synchronisation hört man statt Cathy den Namen Kitty, wobei in den deutschen Untertiteln wieder der Name Cathy erscheint.
- Der 16. von 31 Spielfilmen mit Elvis Presley in der Hauptrolle.
- Die Dreharbeiten begannen am 9. März 1964 und endeten am 20. April 1964. Gedreht wurde in Kalifornien.
- Kinostart in den USA war am 11. November 1964, in Deutschland am 25. Dezember 1964.

## Musik
Folgende Musiktitel werden im Film von Elvis Presley gesungen:
1. Roustabout
2. Poison Ivy League
3. One Track Heart
4. Wheels On My Heels
5. It’s a Wonderful World
6. It’s Carnival Time
7. Carny Town
8. Hard Knocks
9. There’s a Brand New Day On the Horizon
10. Big Love Big Heartache
11. Little Egypt

## Kritiken
- Lexikon des internationalen Films: Aufwendiger und ungewöhnlich gut besetzter Musikfilm für und mit Elvis Presley, der – diesmal als Held eines Rummelplatzes – 11 Songs zum besten gibt.[1]
- Evangelischer Filmbeobachter: Leider verbirgt Elvis Presley den guten Kern des Titelhelden hinter wenig vorbildlichen Manieren. Für Jüngere ungeeignet, für Ältere nur mit Einschränkungen möglich.[2]